# Sokoły (stacja kolejowa)

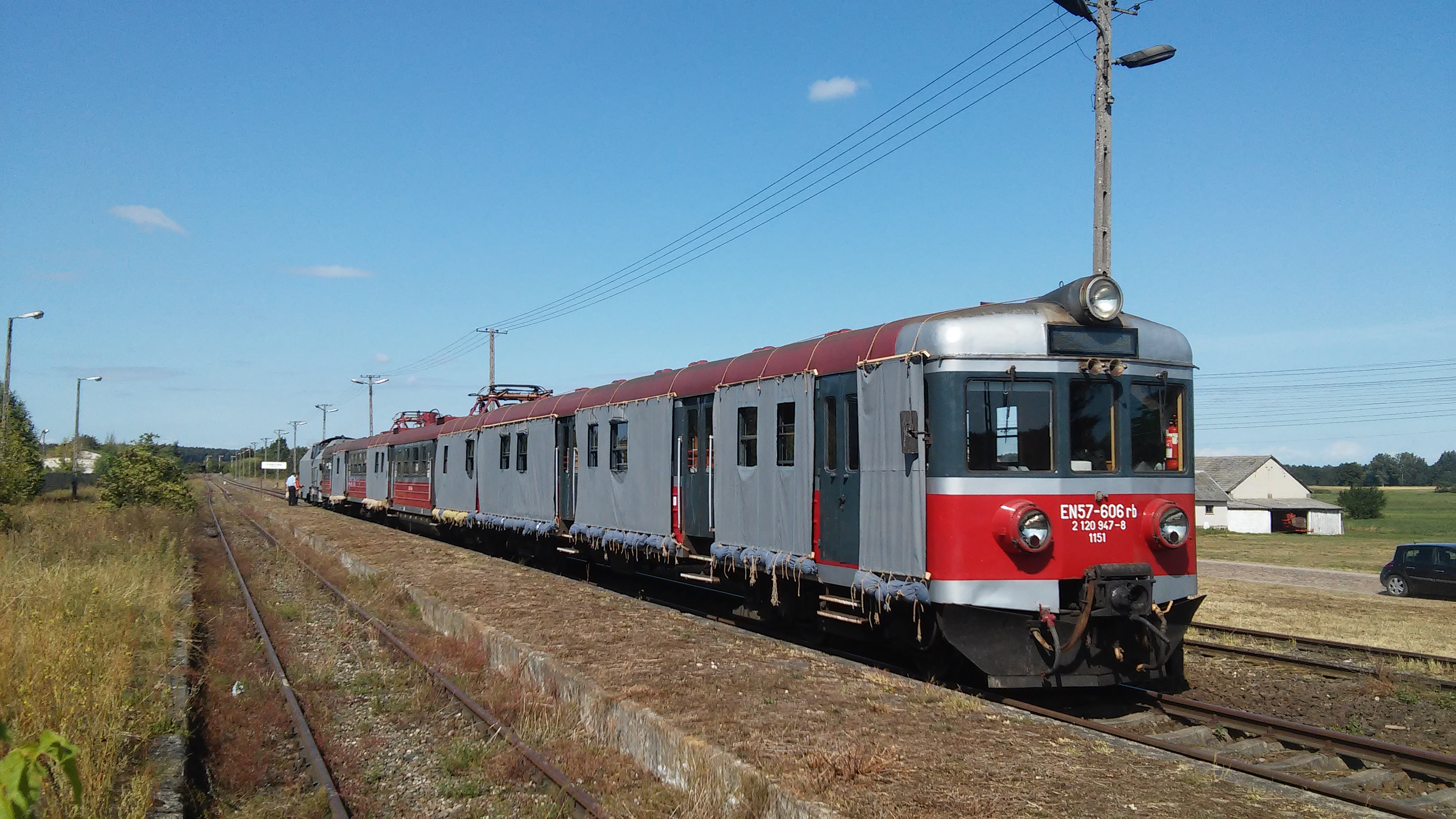
Jeden z pociągów specjalnych na stacji Sokoły. EZT EN57 został przyciągnięty przez lokomotywę SM42.

Sokoły – przystanek osobowy i bocznica szlakowa, a do roku 2000 stacja kolejowa we wsi Kruszewo-Brodowo, w województwie podlaskim, w Polsce.

## Infrastruktura
Dawniej na stacji, oprócz dworca i nastawni (SK, SK1), znajdowało się biuro odcinka drogowego, garaż drezyny, magazyny, bocznica kolejowa, rampa i plac ładunkowy. Dwa perony. Pierwszy budynek dworca wciąż istnieje, zaadaptowany na cele mieszkalne. Wpisany jest do gminnej ewidencji zabytków. Pod koniec roku 2009 rozebrano część układu torowego. Pod koniec roku 2014 rozebrano drugi budynek dworca, w którym do roku 2000 funkcjonowała nastawnia dysponująca "Sk". W roku 2017 na linii kolejowej nr 36 rozpoczęto prace remontowe, w ramach których zdemontowane zostały semafory kształtowe i tarcze ostrzegawcze. Zabudowano urządzenia do obsługi stacyjnego przejazdu kolejowo-drogowego (kat. B), na którym wymieniona została nawierzchnia. Część urządzeń sterowania ruchem kolejowym została zdemontowana i ustawiona na skwerze przy Centrum Kulturalno-Bibliotecznym w Sokołach przy ulicy Kolejowej 3, gdzie są elementami stałej wystawy kolejowej. W 2024 roku PKP PLK zmieniły numerację peronów. Dotychczasowy peron drugi stał się pierwszym, jednocześnie dokonano jego remontu.       
Przystanek znalazł się na liście podstawowej obiektów przewidzianych do przebudowy w ramach Rządowego Programu budowy lub modernizacji przystanków kolejowych na lata 2021-2025.  Ponadto w ramach programu "Kolej Plus" przewidziano odtworzenie stacji kolejowej.      

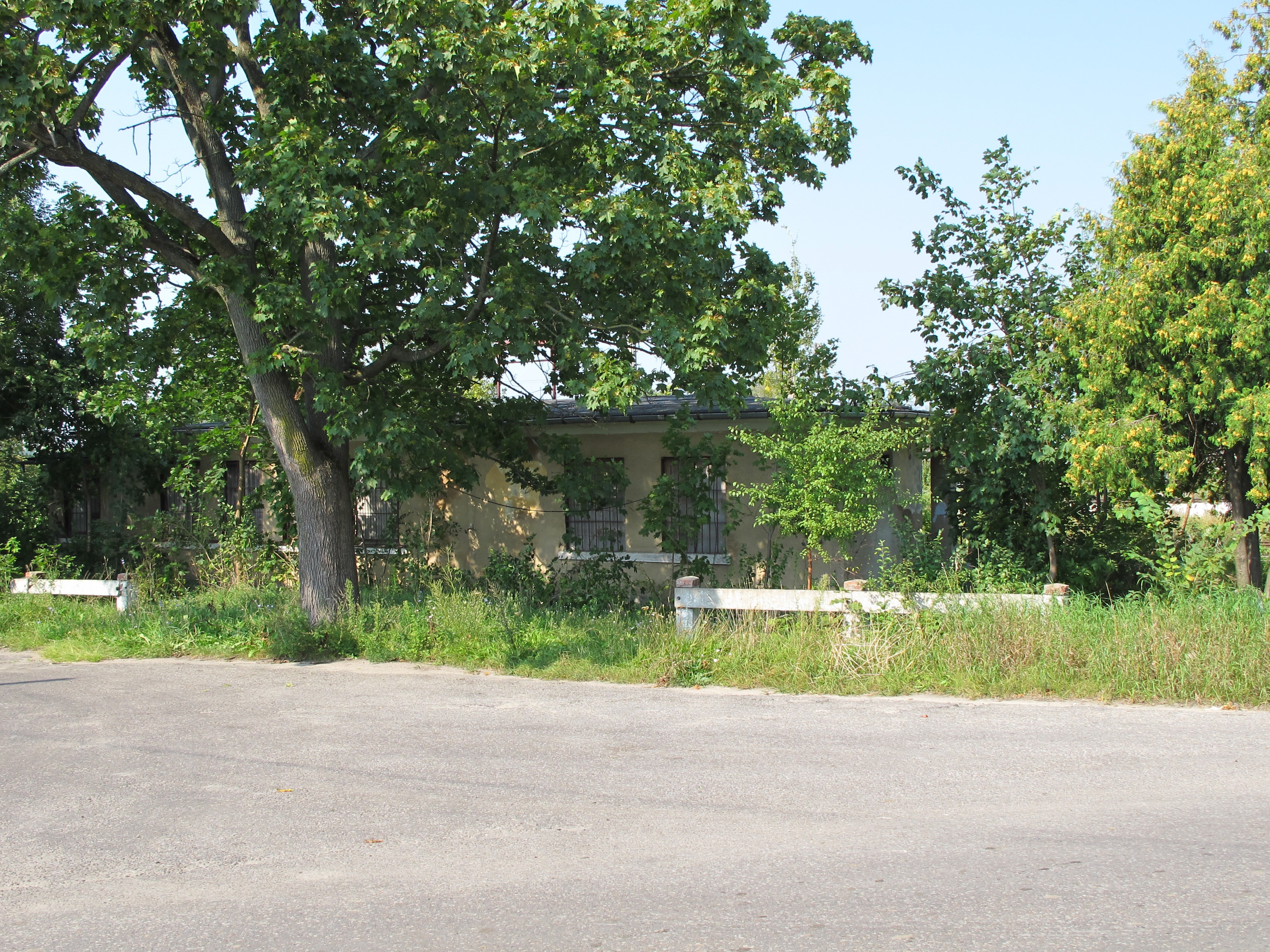
Dworzec (obecnie rozebrany)
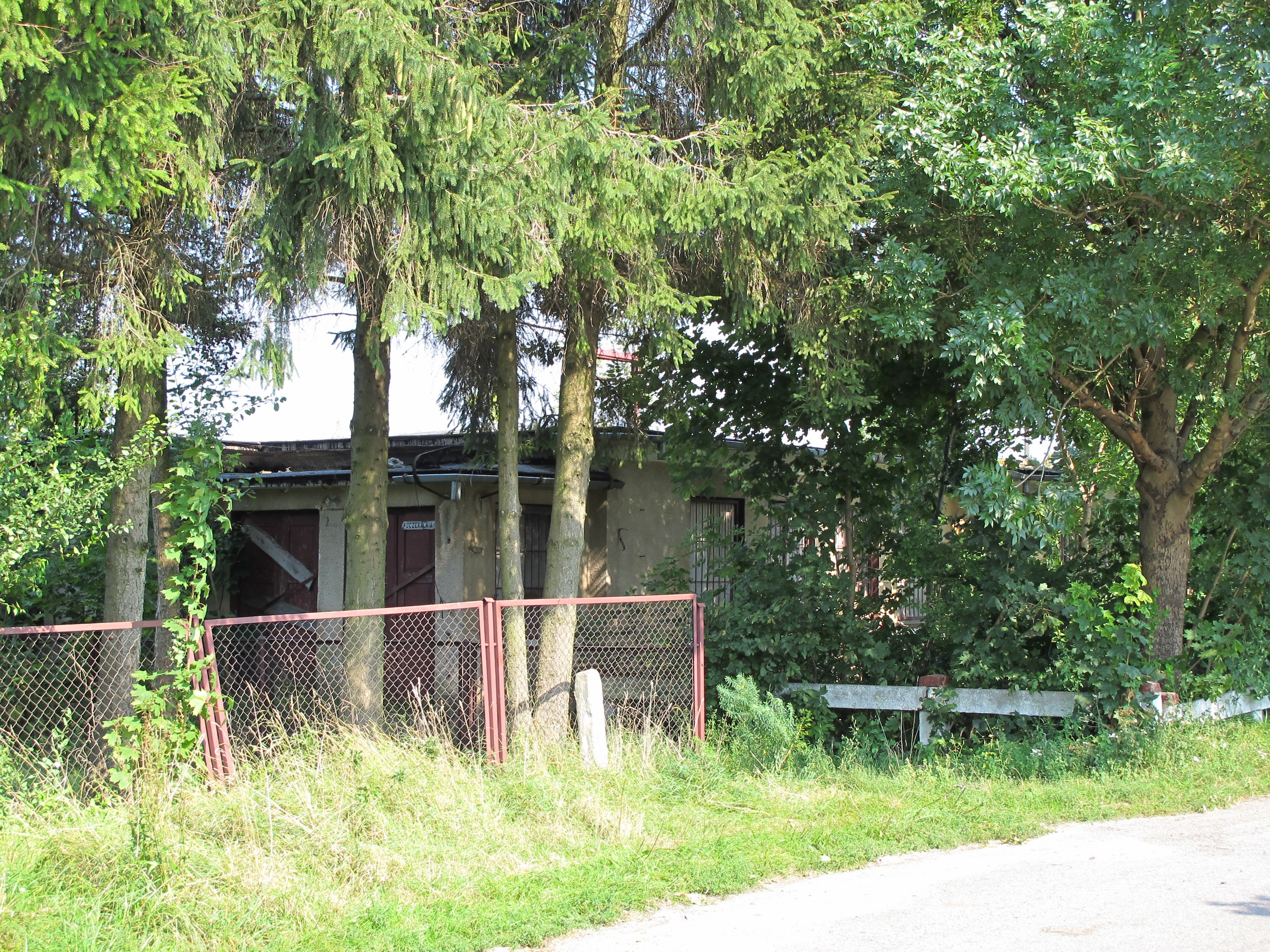
Dworzec (obecnie rozebrany)
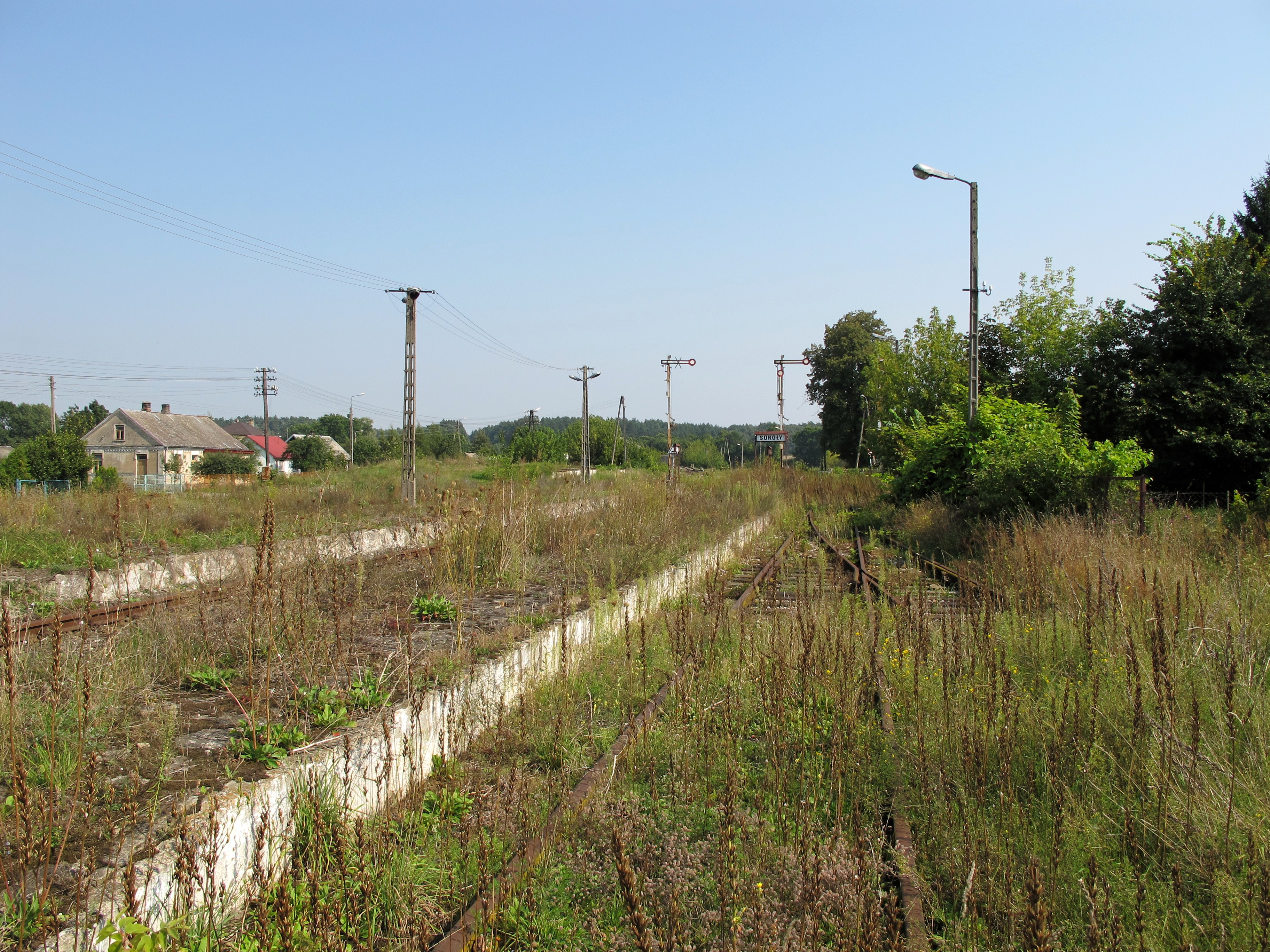
Nieczynny peron drugi
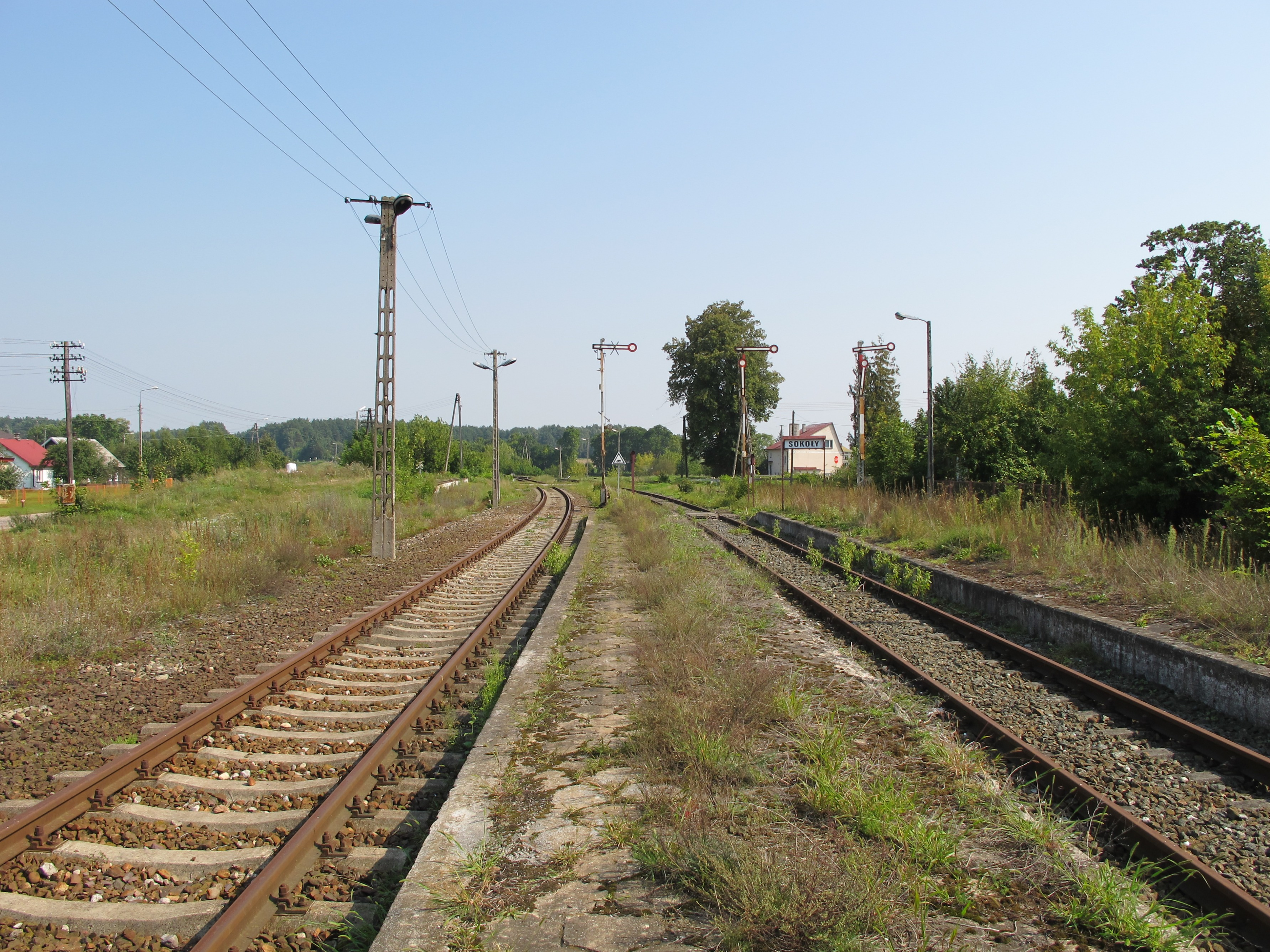
Peron pierwszy
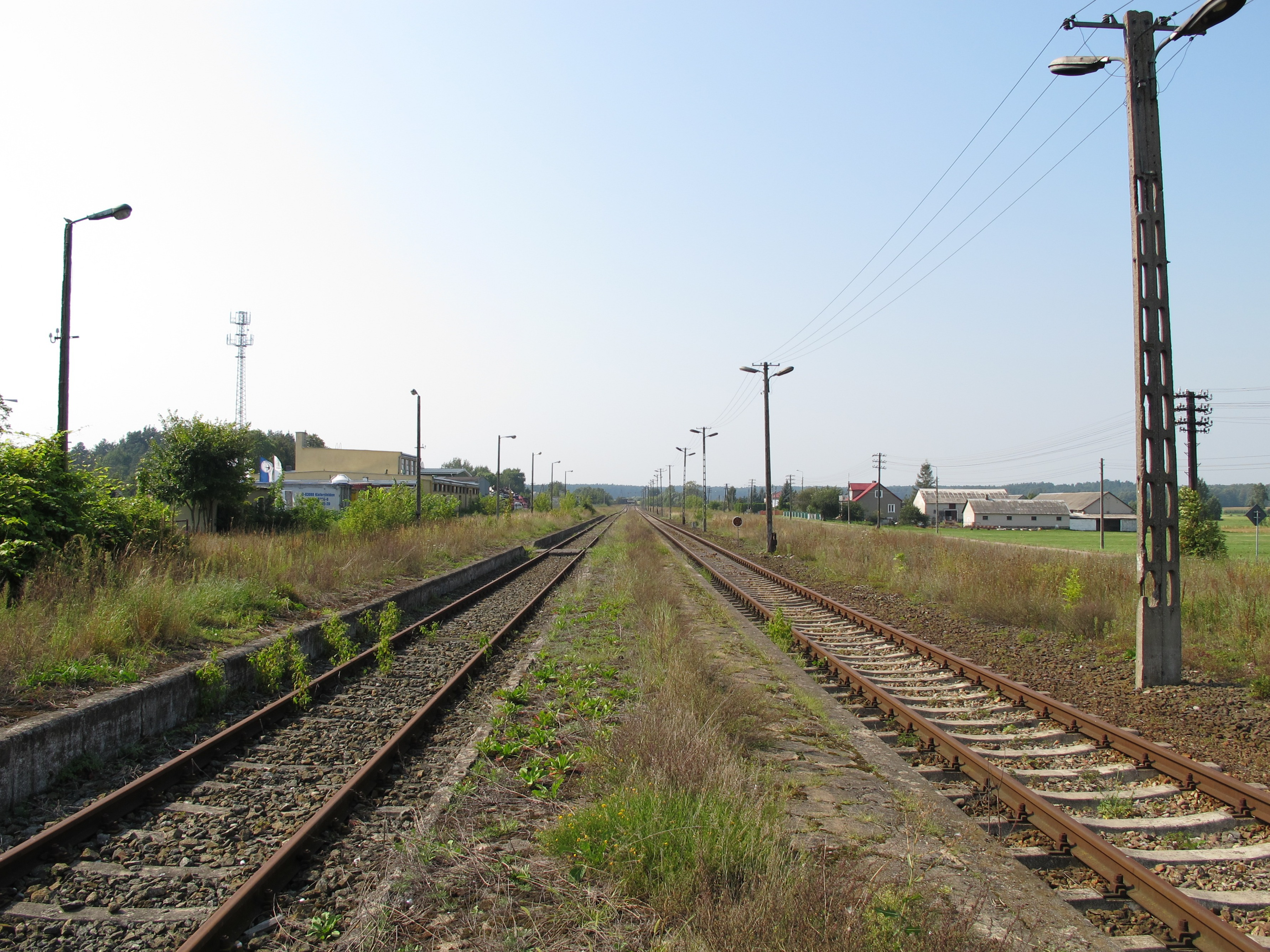
Peron pierwszy
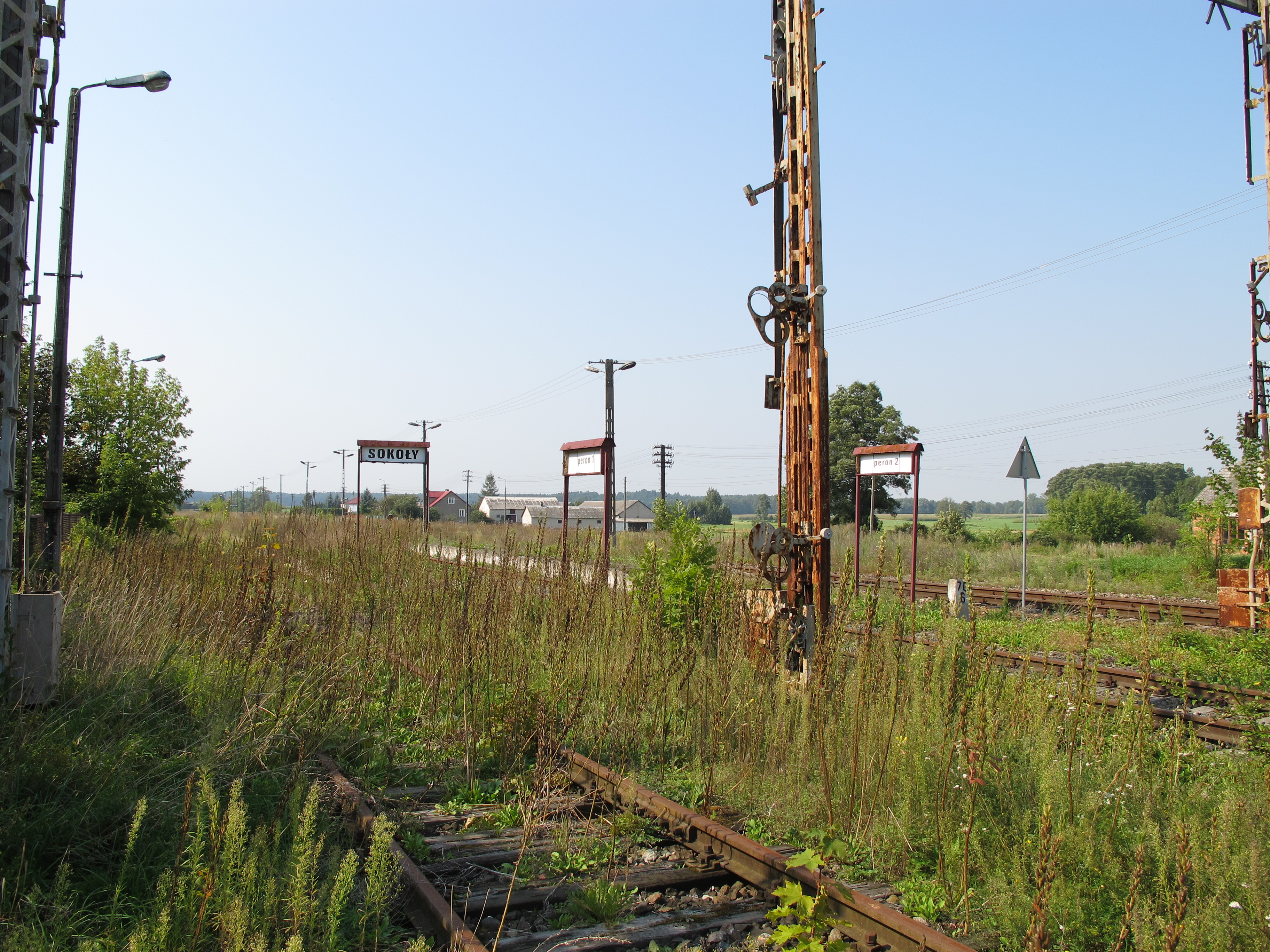
Perony
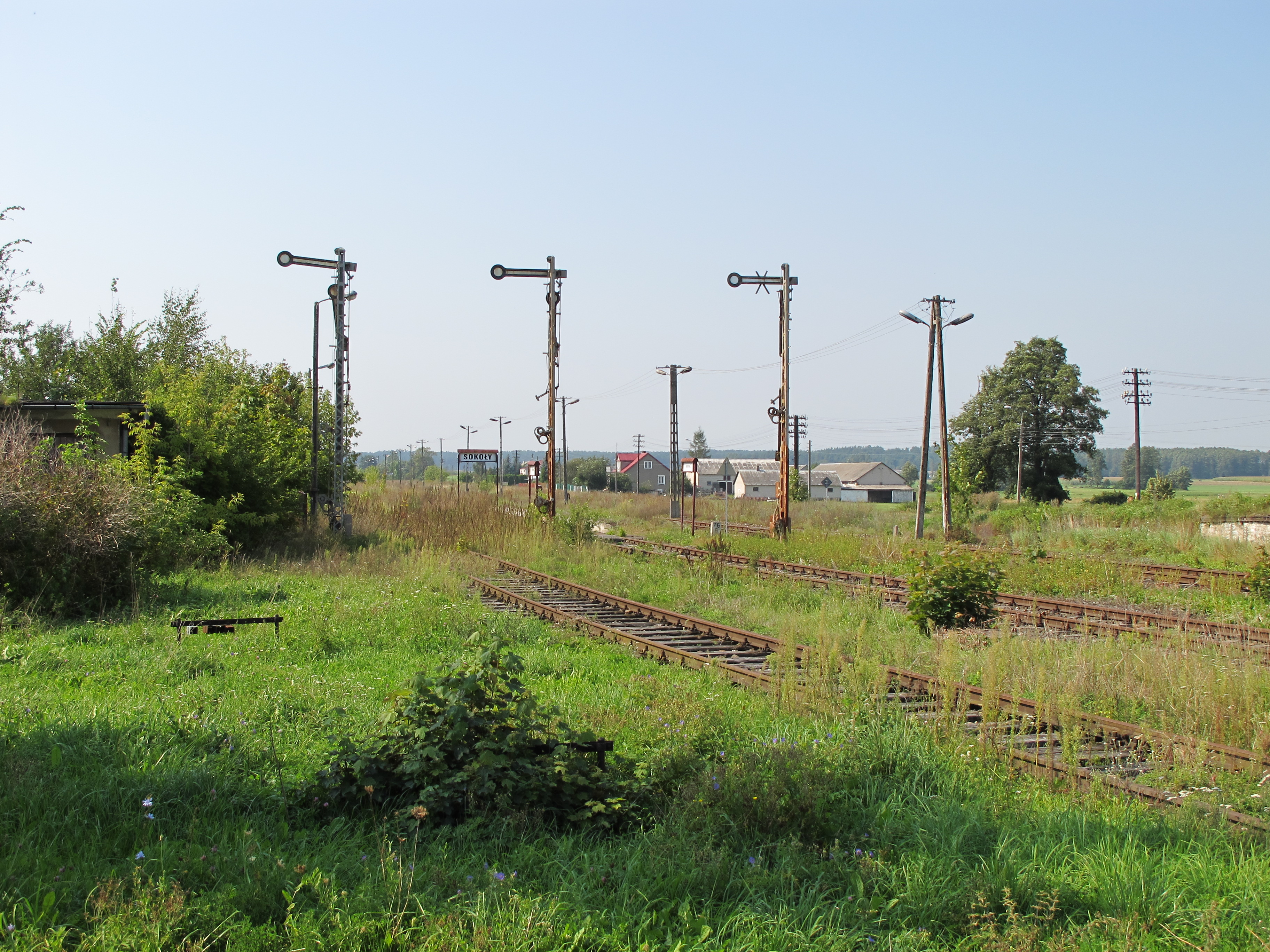
Widok na stację z przejazdu kolejowo-drogowego
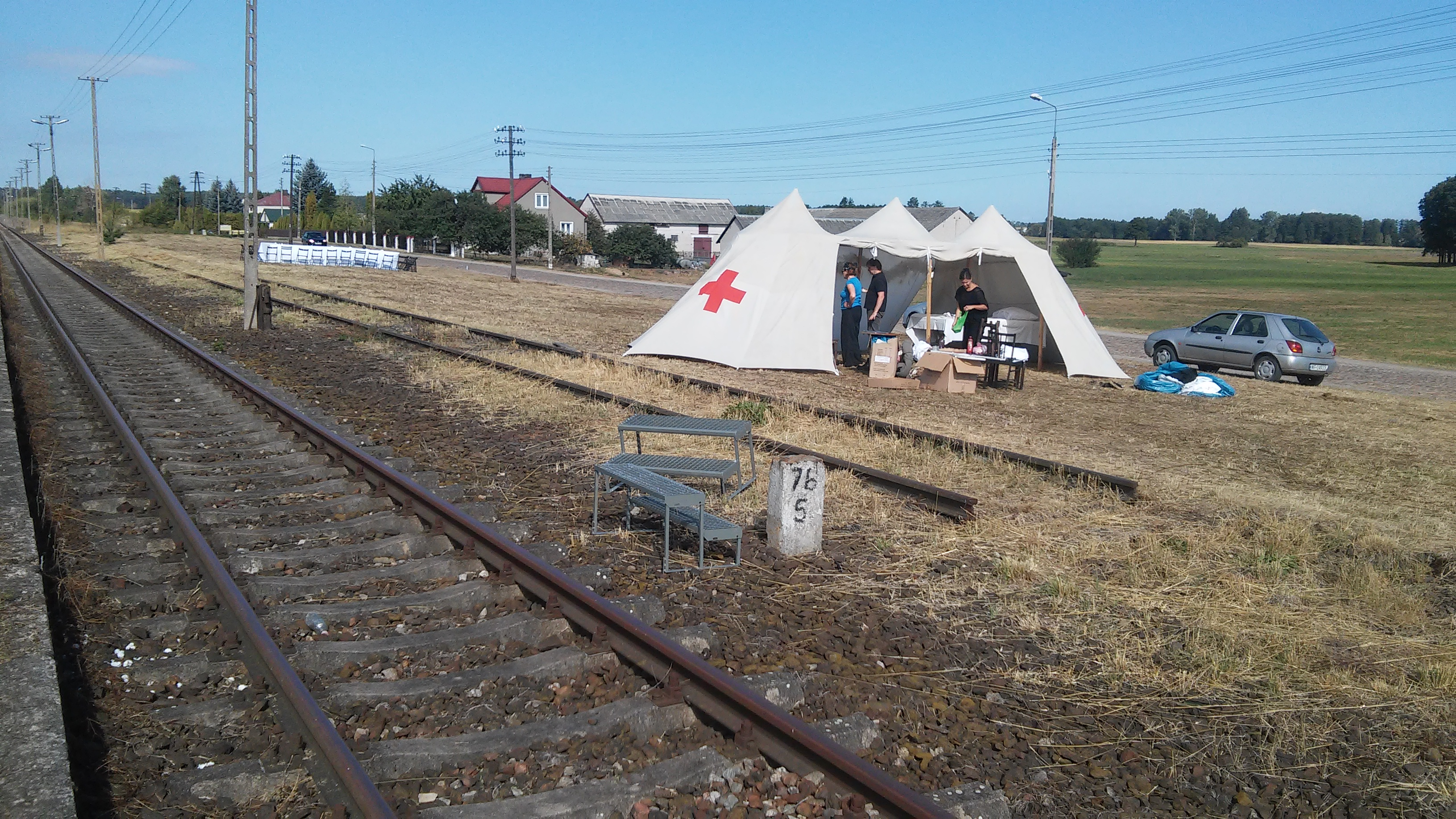
Część inscenizacji ze spektaklu teatralnego Bieżeńcy. Exodus

## Ruch pasażerski
Ruch pasażerski prowadzony był od 27 listopada 1893 do 2 kwietnia 2000 roku. Od zawieszenia przewozów pasażerskich na linii kolejowej do stacji odbywał się sporadyczny ruch pasażerski w ramach różnych pociągów specjalnych: w roku 2000 (dwa pociągi), 2004 (jeden), 2010 (dwa), 2012 (jeden), 2013 (cztery), 2015 (cztery), 2018 (dwa), 2019 (trzy).    
Od 18 marca 2024 roku wznowiono połączenia pasażerskie. Stacjami końcowymi do których można dojechać bezpośrednio są Białystok i Ostrołęka.     

## Ruch towarowy
W latach 2007–2009 oraz od 2011 prowadzony był ruch towarowy. W roku 2012 ze stacji nadano ładunki o masie 240 t.
W 2020 roku odbudowano częściowo rozebrany tor nr 2, przy którym wykonywane są czynności ładunkowe.  Uruchomienie toru ładunkowego nastąpiło 5 października 2020 roku. W pierwszym miesiącu funkcjonowania przeładowano 10,5 tys. ton towarów.
Według regulaminu sieci 2020/2021 istnieją dwie bocznice: "ZIEMPOL" i "SEGROMET".